# Loasa
Loasa es un género de plantas con flores perteneciente a la familia Loasaceae. Son en general plantas herbáceas o subarbustos nativos de América tropical.
Comprende 217 especies descritas y de estas, solo 51 aceptadas. Algunas especies se conocen en Perú y Chile con los nombres de ortiga brava y ortiga macho.

## Descripción
Son hierbas o subarbustos anuales o perennes, erguidas o en expansión, rara vez entrelazadas,  con pelos urticantes escabrosos. Hojas alternas u opuestas, diversamente incisas y lobuladas.  Inflorescencia, terminal o lateral, en ocasiones reducida a una flor solitaria. Flores mediocres a grandes, por lo general 5-meras, raramente 6 a 7 meras; sépalos foliáceos, abiertos en estivación; pétalos valvados o imbricados,  con garras. El fruto es una cápsula de 3 a 5 con válvas.

## Taxonomía
El género fue descrito por Michel Adanson y publicado en Familles des Plantes 2: 501. 1763. La especie tipo es: Loasa acanthifolia

## Especies seleccionadas
- Loasa acanthifolia
- Loasa acaulis
- Loasa acerifolia
- Loasa acuminata
- Loasa acutifolia